# Liste der denkmalgeschützten Objekte in Waldbach-Mönichwald
Die Liste der denkmalgeschützten Objekte in Waldbach-Mönichwald enthält die 8 denkmalgeschützten, unbeweglichen Objekte der Gemeinde Waldbach-Mönichwald im steirischen Bezirk Hartberg-Fürstenfeld.

## Denkmäler
| Foto |                 | Denkmal                                                                                           | Standort                                         | Beschreibung | Metadaten |
| ---- | --------------- | ------------------------------------------------------------------------------------------------- | ------------------------------------------------ | --- | --- |
| ja   | Datei hochladen | Wappentafel mit Inschrift am Pfarrhof HERIS-ID: 70605 Objekt-ID: 83727                            | Arzberg 1 Standort KG: Arzberg                   | Der alte Pfarrhof wurde 1697 erbaut und 1971 abgerissen. Ein Wappen aus dem Jahre 1568 wurde am neuen Pfarrhof angebracht. Der neue Pfarrhof ist, obzwar schmucklos, noch immer als Kulturdenkmal nach der Haager Konvention geschützt. | BDA-Hist.: Q38125514 Status: § 2a Stand der BDA-Liste: 2025-06-30 Name: Wappentafel mit Inschrift am Pfarrhof GstNr.: 242                                                            |
| ja   | Datei hochladen | Kath. Pfarrkirche hl. Georg und Kirchhofmauer mit Nischenkapelle HERIS-ID: 70604 Objekt-ID: 83725 | Arzberg 3 Standort KG: Arzberg                   | Eine Kirche in Waldbach wird erstmals 1464 urkundlich erwähnt. Der spätgotische Altarraum mit Rippengewölbe stammt aus dem 15. Jh. 1700 werden die Marienkapelle und Florianikapelle angebaut, weiters Sakristei und Freskenschmuck, 1867 die Seitenaltäre errichtet. Der alte Zwiebelturm wurde 1873 durch einen spitzen Giebelturm ersetzt. | BDA-Hist.: Q38125503 Status: § 2a Stand der BDA-Liste: 2025-06-30 Name: Kath. Pfarrkirche hl. Georg und Kirchhofmauer mit Nischenkapelle GstNr.: 244 Pfarrkirche hl. Georg, Waldbach |
| ja   | Datei hochladen | Gotischer Tabernakelpfeiler HERIS-ID: 70607 Objekt-ID: 83729                                      | neben Arzberg 67 Standort KG: Arzberg            | | BDA-Hist.: Q38125524 Status: § 2a Stand der BDA-Liste: 2025-06-30 Name: Gotischer Tabernakelpfeiler GstNr.: 8/3                                                                      |
| ja   | Datei hochladen | Pfarrhof HERIS-ID: 68828 Objekt-ID: 81866                                                         | Karnerviertel 1 Standort KG: Karnerviertl        | Der Pfarrhof wurde laut Inschrift im Jahre 1657 erbaut und 1874 renoviert. | BDA-Hist.: Q38120759 Status: § 2a Stand der BDA-Liste: 2025-06-30 Name: Pfarrhof GstNr.: 708 Pfarrhof Mönichwald                                                                     |
| ja   | Datei hochladen | Wirtschaftsgebäude des Pfarrhofs HERIS-ID: 68830 Objekt-ID: 81868                                 | Karnerviertel 1 Standort KG: Karnerviertl        | | BDA-Hist.: Q38120764 Status: § 2a Stand der BDA-Liste: 2025-06-30 Name: Wirtschaftsgebäude des Pfarrhofs GstNr.: 708 Pfarrhof - Wirtschaftsgebäude Mönichwald                        |
| ja   | Datei hochladen | Bauernhaus Saujockl HERIS-ID: 68833 Objekt-ID: 81871seit 2014                                     | Karnerviertel 35 Standort KG: Karnerviertl       | | BDA-Hist.: Q38120778 Status: Bescheid Stand der BDA-Liste: 2025-06-30 Name: Bauernhaus Saujockl GstNr.: 777                                                                          |
| ja   | Datei hochladen | Kath. Pfarrkirche hll. Peter und Paul und Friedhof HERIS-ID: 68822 Objekt-ID: 81860               | Standort KG: Karnerviertl                        | Der erste Bau der Pfarrkirche hll. Peter und Paul wurde bereits 1163 geweiht und mit dem Gut Mönichwald von Ekbert III. von Formbach-Pitten an sein Hauskloster Vornbach am Inn geschenkt und blieb bis zur Auflösung des Klosters in dessen Besitz. Neubau der Kirche laut Inschrift im Jahre 1716 vermutlich durch Remigius Horner, Restaurierung 1947/48 und 2000. Die Langhaus der Kirche hat ein dreijochiges Tonnengewölbe, Quergurte über Pilastern und umlaufendes Gebälk. Die angeschlossene Dreikonchenanlage mit quadratischer Vierung ist für den Baumeister typisch. Fronbogen mit Jahreszahl 1716. Südlich des 3. Jochs ist die Sakristei angebaut, nördlich der quadratische Turm. Die Einrichtung der Kirche ist nach Entwürfen des Baumeisters gestaltet, Hochaltar und Kanzel nach den Vorauer Vorbildern Matthias Steinls. Die Figuren des Hochaltars stammen von Andreas Schellauf und das Bild von Johann Cyriak Hackhofer (signiert und datiert mit Joan. Cyriak Hackhofer pinxit Voravii 1722). Von Hackhofer stammen auch das Oberbild des Altars und vier Ovalbilder im Schiff mit den Themen Himmel, Hölle, hl. Antonius von Padua und hl. Johannes Nepomuk. Die Kanzel entstand 1741/42 ebenfalls nach Horners Entwürfen mit Figuren von Josef Hilt. Die Seitenaltäre stammen aus den Jahren 1744 und 1745; Figuren Maria mit Kind und hl. Josef unter Baldachinen aus der Mitte des 18. Jahrhunderts. Volkstümlicher Kreuzweg aus der zweiten Hälfte des 18. Jahrhunderts. Der Sakristeischrank zeigt Benediktdarstellungen. An der Außenmauer der Kirche Epitaph E. Schweigert, 1796 gestorben. Die Glocke wurde 1716 von Nikolaus Löw von Löwenberg gegossen. | BDA-Hist.: Q38120728 Status: § 2a Stand der BDA-Liste: 2025-06-30 Name: Kath. Pfarrkirche hll. Peter und Paul und Friedhof GstNr.: 707 Saints Peter and Paul Church (Mönichwald)     |
| ja   | Datei hochladen | Ortskapelle Mariae Heimsuchung HERIS-ID: 70609 Objekt-ID: 83731                                   | neben Breitenbrunn 12 Standort KG: Rieglerviertl | | BDA-Hist.: Q38125533 Status: § 2a Stand der BDA-Liste: 2025-06-30 Name: Ortskapelle Mariae Heimsuchung GstNr.: 373 Ortskapelle Mariae Heimsuchung                                    |